# ザクセン＝イェーナ

ザクセン＝イェーナ公国
Herzogtum Sachsen-Jena

ザクセン＝イェーナ（ドイツ語: Sachsen-Jena）は1672年から1690年まで存在した、ヴェッティン家エルネスティン系が統治した公国。領土は現ドイツのテューリンゲン州の一部にあたる。

## 歴史
1662年にザクセン＝ヴァイマル公ヴィルヘルムが死去すると、長男のヨハン・エルンスト2世をはじめとする息子4人が公国を共同で統治した。領土分割も検討されたが、1662年時点のザクセン＝ヴァイマル公国の領土は小さく、分割は現実的ではなかった。しかし、その10年後にザクセン＝アルテンブルク公フリードリヒ・ヴィルヘルム3世が夭折し、ザクセン＝アルテンブルク公家が断絶すると状況が変わった。フリードリヒ・ヴィルヘルム3世の伯父ヨハン・フィリップの遺言に基づき、ザクセン＝アルテンブルクはザクセン＝ゴータ公国領になったが、この遺言が相続争いの起因となり、ザクセン＝ゴータ公エルンスト1世は争いに決着をつけるべくザクセン＝アルテンブルクの4分の1をザクセン＝ヴァイマルに割譲した。これによりザクセン＝ヴァイマルは分割相続に適した大きさとなり、ヨハン・エルンスト2世は弟たちに所領を分け与え、そのうちヴィルヘルムの四男ベルンハルトがイェーナを獲得してザクセン＝イェーナ公国を創設した。
ベルンハルトは公国創設から6年後の1678年に死去、息子のヨハン・ヴィルヘルムが3歳で公位を継承した。ザクセン＝ヴァイマル公ヨハン・エルンスト2世（1678年 - 1683年）、ザクセン＝アイゼナハ公ヨハン・ゲオルク1世（1683年 - 1686年）、ザクセン＝ヴァイマル公ヴィルヘルム・エルンスト（1686年 - 1690年）が相次いで摂政を務めたが、ヨハン・ヴィルヘルムが15歳で夭折したことでザクセン＝イェーナ公の家系は断絶、遺領は1692年にザクセン＝ヴァイマルとザクセン＝アイゼナハの間で分割された。

## ザクセン＝イェーナ公の一覧
- ベルンハルト（1638年 - 1678年）
- ヨハン・ヴィルヘルム（1675年 - 1690年）